# Hooligans (The Who)
Hooligans is een verzamelalbum van de Britse rockband The Who. Het album bestaat uit twee discs en werd uitgegeven door MCA Records in 1981. Het album spitst zich vooral toe op de nummers van The Who uit de jaren zeventig, met als enige uitzonderingen de nummers "I Can't Explain", "I Can See for Miles" en "Pinball Wizard", die allen uit de jaren zestig komen.

## Track listing
(Alle nummers zijn geschreven door Pete Townshend, tenzij anders aangegeven.)

### Cd 1
1. "I Can't Explain" – 2:05
2. "I Can See for Miles" – 4:02
3. "Pinball Wizard" – 3:00
4. "(Nothing is Everything) Let's See Action" – 3:56
5. "Summertime Blues" (Eddie Cochran/Jerry Capehart) – 3:23
6. "The Relay" – 3:28
7. "Baba O'Riley" – 5:01
8. "Behind Blue Eyes" – 3:40
9. "Bargain" – 5:32
10. "The Song is Over" – 6:11

### Cd 2
1. "Join Together" – 4:21
2. "Squeeze Box" – 2:41
3. "Slip Kid" – 4:30
4. "The Real Me" – 3:21
5. "5.15" – 4:50
6. "Drowned" – 5:06
7. "Had Enough" – 4:29
8. "Sister Disco" – 4:20
9. "Who Are You" – 6:21